# Джанні Моранді

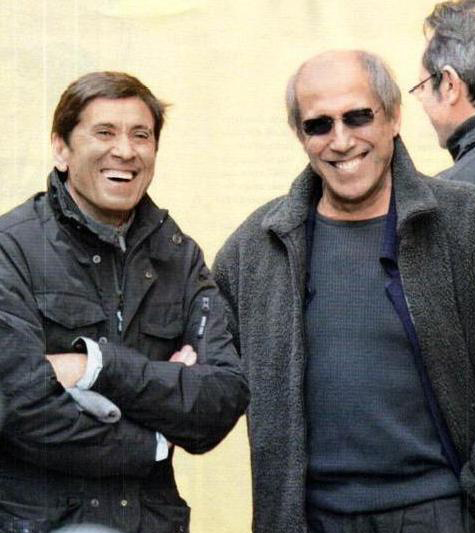
Адріано Челентано і Джанні Моранді, 14 лютого 2012 року

Джа́нні Мора́нді (італ. Gianni Morandi, ім'я при народженні Джан Луїджи Моранді; 11 грудня 1944, Монгідоро Італія) — популярний італійський співак та актор.

## Біографія
Джанні Моранді народився у 1944 році. Починав співати на танцмайданчиках в Емілії-Романьї. Його талант відкрив Франко Мільяччо, автор багатьох відомих пісень Моранді. 1963 року Джанні брав участь у телепередачі «Alta Pressione», де постав перед публікою як мелодійний «крикун». Перший альбом записав у 1963 році. Популярність йому принесла пісня «Andavo a cento all'ora» (укр. «Я їхав сто кілометрів на годину»). Пік його популярності припав на 60-і роки.
З піснею «На колінах перед тобою» (італ. In ginocchio da te) Джанні Моранді переміг на пісенному фестивалі «Cantagiro» в 1964 році. Платівка з цією піснею продалася у кількості більше мільйона примірників і стала найбільш продаваною платівкою року. Шалений успіх того ж року мали і такі пісні Моранді як: «Non son degno di te», яка в тому ж році потрапила на конкурс «Festival delle Rose», також «Se non avessi piu te» (укр. «Якби у мене більше не було тебе»), «Si fa sera» (укр. «Вечоріє») і «La fisarmonica» (укр. «Акордеон»), всі стали хітами і розійшлися тиражами в кілька сотень тисяч примірників.
У 1984 році на екрани вийшов художній фільм у трьох серіях, «Voglia di volare» (укр. «Жага польоту»), у якому Моранді грає головну роль. У 1987 році займає перше місце на фестивалі Сан-Ремо з піснею «Si può dare di più» (укр. «Можна дати більше»). У 1995 році разом з Барбарою Кола займає у Сан-Ремо друге місце з піснею «In amore» (укр. «У любові»).
У жовтні 1999 року брав участь у телешоу італійського співака Адріано Челентано «Francamente me ne infischio».
У 2000 році Моранді знову взяв участь в Сан-Ремо і зайняв третє місце з піснею «Innamorato» (укр. «Закоханий»). 
У 2017 він узяв участь у записі пісні репера Фабіо Роваці, ця пісня набрала 100 мільйонів переглядів за літо.

## Дискографія
- Gianni Morandi (1963)
- Ritratto di Gianni (1964)
- Gianni 3 (1966)
- Per amore, per magia (1967)
- Gianni 4 (1967)
- Gianni 5 (1968)
- Gianni 6 (1969)
- Gianni 7 (1970)
- Un mondo di donne (1971)
- Il mondo cambierà (1972)
- Jacopone (1973)
- Il mondo di frutta candita (1975)
- Per poter vivere (1976)
- Old Parade (1977)
- Gianni Morandi 2 (1978)
- Abbracciamoci (1979)
- Cantare (1980)
- Morandi (1982)
- La mia nemica amatissima (1983)
- I grandi successi — Grazie perchè (1984)
- Immagine italiana (1984)
- Uno su mille (1985)
- Morandi in teatro (1986)
- Le italiane sono belle (1987)
- Amici miei (1987)
- Dalla-Morandi (1988)
- Varietà (1989)
- Morandi, Morandi (1992)
- Morandi 2 (1995)
- Celeste, azzurro e blu (1997)
- 30 volte Morandi (1998) Con due inediti
- Come fa bene l'amore (2000)
- L'amore ci cambia la vita (2002)
- A chi si ama veramente (2004)
- Grazie a tutti (2007)
- Solo insieme saremo felici (2013)
- Volare (Fabio Rovazzi)

## Фільмографія
- 1964 : На колінах перед тобою / (In ginocchio da te) — Джанні Траймонті

## Особисте життя
У 1966—1979 роках був одружений з італійською актрисою і телеведучою Лаурою Ефрикян (нар. 14 червня 1940 року). У цьому шлюбі народилося троє дітей:
- Серена Моранді (старша дочка, прожила лише кілька годин).
- Маріанна Моранді (нар. 14 лютого 1969 року). Була одружена з відомим співаком Б'яджо Антоначчі, від якого народила двох синів.
  - Онуки від Маріанни: Паоло Антоначчі (нар. 1995 р.) та Джованні Антоначчі (нар. 2001 р.).
- Марко Моранді (нар. 12 лютого 1974 року).
  - Онуки від Марко: близнюки Леонардо та Якопо (нар. 2007 р.) та Томмазо (нар. 2009 р.).

У 1994 познайомився з Анною Дан (нар. 12 жовтня 1957). У 2004 році пара узаконила стосунки. Від цього шлюбу народилася ще одна дитина:
- П'єтро Моранді (нар. 1997 р.)